# Parva
Parva – wieś w Rumunii, w okręgu Bistrița-Năsăud, w gminie Parva. W 2011 roku liczyła 2371 mieszkańców.